# Ludovic Bource
Ludovic Bource (Pontivy, 19 de agosto de 1970) é um compositor francês. Venceu o Oscar de melhor trilha sonora na edição de 2012 por The Artist.